# Six Flags Dubailand
A Six Flags Dubailand egy tervezés alatt álló Six Flags vidámpark Dubajban (Egyesült Arab Emírségek), melyet 2008 márciusában jelentett be a Dubai Holding Inc. és a Six Flags. A tulajdonos szerint ez lesz a legnagyobb Six Flags vidámpark az Egyesült Államok területén kívül.  A többi Six Flags parktól eltérően itt nem lesz Bolondos dallamok vagy bármely Warner Bros. téma, mert a Warner egy saját Warner Bros. Movie World park megnyitását tervezi Dubajban is. Az építési munkálatok kezdetét 2009 elejére tervezték.